# Сунь Чжихун
Сунь Чжиху́н (кит. упр. 孙智宏, пиньинь Sūn Zhìhóng; 16 октября 1965) — китайский математик, работающий в основном в области теории чисел, комбинаторики и теории графов.
Сунь и его брат-близнец Сунь Чживэй доказали теорему, известную теперь как Уолла — Суня — Суня, которой руководствовались при поиске контрпримеров для великой теоремы Ферма.